# Aaron Donald
Aaron Charles Donald, född 23 maj 1991, är en före detta defensive tackle inom amerikansk fotboll som spelade för laget Los Angeles Rams till och med 2023. På college spelade Donald för Pittsburgh, där han blev invald i collegefotbollens all star-lag All-American. Han blev draftad av Rams som den trettonde spelaren i NFL-draften 2014.

## Professionell karriär

### Säsongen 2014
Innan Donalds rookiesäsong skrev han på ett fyraårigt kontrakt med Los Angeles Rams värt 10,13 miljoner dollar. Utöver detta fick han även en signingbonus på 5,69 miljoner dollar och möjligheten att förlänga kontraktet med ytterligare ett år.
Donald började säsongen på bänken men skulle avsluta den i startuppställningen. Den sjunde september spelade han för första gången i en match där han fick fyra tacklingar; veckan efter gjorde han sin karriärs första sack. I oktober startade han en match för första gången och efter det startade han alla matcher tills säsongens slut. Donalds statistiska framgångar under säsongen, 48 tacklingar, 9,0 sacks och två forced fumbles, var tillräckliga för att ge honom NFL Defensive Rookie of the Year och en plats i ligans all star-match Pro Bowl.

### Säsongen 2015
Under 2015 års säsong fortsatte Donalds framgångar och han var nu Rams starter. Säsongen fick en bra början för Donald då han i första matchen fick nio tacklingar och två sacks i mötet mot divisionsrivalen Seattle Seahawks. Den 13 december, i en match mot Detroit Lions, slog Donald sitt rekord för sacks i en match när han gjorde tre stycken. Donalds stadiga spel under året gav honom en plats i Pro Bowl för andra året i rad och i NFL:s All Pro-lag. Han blev även utsedd till ligans 14:e bästa spelare i en topplista som röstats fram av ligans spelare.

### Säsongen 2016
Donald fortsatte under nästa säsong med sitt framgångsrika spel. Under det här året uppstod det dock vissa problem i form av böter för otillåtna tacklingar och liknande. Totalt var han under säsongen tvungen att betala drygt 80 000 dollar. I slutet av säsongen hade Donald ändå satt ihop en bra säsong och han avslutade den med 47 tacklingar, 8,0 sacks, två forced fumbles och fem försvarade passningar. Hans prestationer ledde till att han för tredje gången kom till Pro Bowl och för andra gången till All Pro-laget.

### Säsongen 2017
Den 12 april 2017 valde Rams att ta möjligheten att förlänga Donalds kontrakt med ett femte år och på så sätt ha honom under kontrakt till och med 2018 års säsong. Det här gjorde att Donald, som rent objektivt och enligt sig själv, var underbetald inte kom till lagets träningar som skulle leda fram till säsongen i ett försök att tvinga fram ett nytt kontrakt. För detta bötfälldes han med 1,4 miljoner dollar och i och med att han missade säsongens första match blev han också av med lönen för den matchen. När han var tillbaka i laget veckan efter, utan ett nytt kontrakt, fortsatte Donald spela på ett dominant sätt som tidigare i sin karriär. Under säsongen samlade han ihop 41 tacklingar, 11 sacks och fem forced fumbles. Han ledde även ligan i PFF:s kategori pressures med en stor marginal vilket ledde till att de utnämnde honom till den bästa pass-rushern i NFL.

## Statistik
| År     | Lag    | Matcher | Tackles | Sacks | PD | FF |
| ------ | ------ | ------- | ------- | ----- | -- | -- |
| 2014   | Rams   | 16      | 48      | 9.0   | 1  | 2  |
| 2015   | Rams   | 16      | 69      | 11.0  | 1  | 0  |
| 2016   | Rams   | 16      | 47      | 8.0   | 5  | 2  |
| 2017   | Rams   | 14      | 41      | 11.0  | 2  | 5  |
| Totalt | Totalt | 62      | 205     | 39.0  | 9  | 9  |

Statistik från NFL.com